# Rhodamine 123
La rhodamine 123 est un composé organique colorant (teinture). Comme les autres rhodamines, elle est souvent utilisée comme colorant traceur dans l'eau pour déterminer les volumes, débits et directions d'écoulement et de transport. Les colorants rhodamine sont fluorescents et sont ainsi facilement et à peu de frais détectables par des instruments appelés fluoromètres. Les colorants rhodamine sont utilisés abondamment dans des applications de biotechnologie telles que la microscopie à fluorescence, la cytométrie en flux, la spectroscopie de corrélation de fluorescence, l'ELISA.
Le pic dans le spectre d'absorption de la rhodamine 123 est aux environs de 550 nm tandis que pour la luminescence, le pic est vers 560 nm quand elle est utilisée dans un laser à colorants. Son rendement quantique de luminescence est de 0,9.